# Höljans naturreservat
Höljans naturreservat är ett naturreservat i Torsby kommun i Värmlands län.
Området är naturskyddat sedan 2024 och är 292 hektar stort. Reservatet omfattar Höljans övre lopp från norska gränsen och består av vattendraget som kantas av björkdungar och fuktängar.